# Krigsåret 1959

## Pågående krig
- Algerietrevolten (1954-1962)[1]
  - Frankrike på ena sidan
  - FLN på andra sidan

- Vietnamkriget (1959-1975)[2]
  - Sydvietnam på ena sidan
  - Nordvietnam på andra sidan

## Händelser

### Januari
- 1 januari - Fidel Castro erövrar Havanna, och kubanska revolutionen går mot sitt slut.
- Januari - Nordvietnam beslutar att stödja den kommunistiska gerillan i Sydvietnam med reguljära trupper. Betraktas som Vietnamkrigets inledning.

### Mars
- 10 - Uppstånd i Lhasa mot det kinesiska styret över Tibet.
- 17 - Dalai Lama flyr och går i exil.

### Juli
- 28 - Nordvietnams armé invaderar Laos.

### Fotnoter
1. ↑  ”Chronological List of All Wars”. Arkiverad från originalet den 9 oktober 2014. https://web.archive.org/web/20141009082543/http://www.correlatesofwar.org/COW2%20Data/WarData_NEW/WarList_NEW.pdf. Läst 29 juni 2011.
2. ↑  ”World Statesmen”. http://www.worldstatesmen.org/WARS.html. Läst 28 juni 2011.